# Neobisium oenotricum
Espèce
Neobisium oenotricum est une espèce de pseudoscorpions de la famille des Neobisiidae.

## Distribution
Cette espèce est endémique du Basilicate en Italie. Elle se rencontre à Trecchina dans la grotte Grotta Sant'Angelo.

## Publication originale
- Callaini, 1987 : Pseudoscorpioni della grotta di Trecchina (Italia meridionale). (Notulae Chernetologicae 20). Bollettino del Museo Civico di Storia Naturale di Verona, vol. 13, p. 69-79.